# WR 25
WR 25 (HD 93162) — двойная звёздная система в области звездообразования Туманности Киля на расстоянии около 7500 световых лет от Солнца. Содержит звезду Вольфа-Райе и горячий яркий компонент; входит в состав скопления Трюмплер 16.
WR 25 была классифицирована как звезда Вольфа-Райе в XIX веке вследствие яркости и широких эмиссионных линий в спектре. В спектре наблюдаются линии водорода, спектр соответствует звезде промежуточного класса между классической WN-звездой и сверхгигантом класса O. В ранних исследованиях указывалось, что WR 25 является двойной звездой с компонентами WN7 и O7. Также приводились варианты WN7 + abs и WN6ha. С введением более подробной классификации для горячих звёзд WR 25 получила спектральный класс O2.5If*/WN6, что указывает на наличие азота, слабые эмиссионные линии и наличие линий поглощения гелия и водорода. Вклад излучения звезды-компаньона в спектр не удается различить.
Главный компонент звезды WR 25 является одной из самых ярких звёзд Млечного Пути и превышает по яркости звезду Эта Киля. Звезда примерно в 6,3 млн раз ярче Солнца и подсвечивает южный край скопления Трюмплер 16. Более ранние оценки светимости, основанные на измерении потока ионизирующего излучения, составляют около 1,5 млн светимостей Солнца.
Второй компонент, вероятно, является молодой горячей массивной звездой, похожей на вторичные компоненты других двойных звезд классов WR+O или WR+WR. В некоторых работах спектральный класс второго компонента указан как сверхгигант O4, но более поздние работы не повысили точность определения спектрального класса. Столкновение звёздного ветра двух компонентов двойной звезды приводит к образованию мощного рентгеновского излучения, регистрация которого указала на возможное наличие второго компонента еще до обнаружения орбитального периода 208 дней.
Звезда WR 25 недоступна для наблюдения невооруженным глазом из-за сильного поглощения света пылью туманности и вследствие наиболее интенсивного излучения в ультрафиолетовом диапазоне. Наблюдения WR 25 проводятся в рентгеновском и инфракрасном диапазонах.
WR 25 находится у западного края скопления Трюмплер 16, являющегося частью звёздной ассоциации Киль OB1, крупнейшей звёздной ассоциации Млечного Пути. Вследствие высокой светимости звезда воздействует на окружающую среду, что проявляется в виде наличия тонких длинных арок и волокон, движущихся от звезды.